# Elkington & Co.

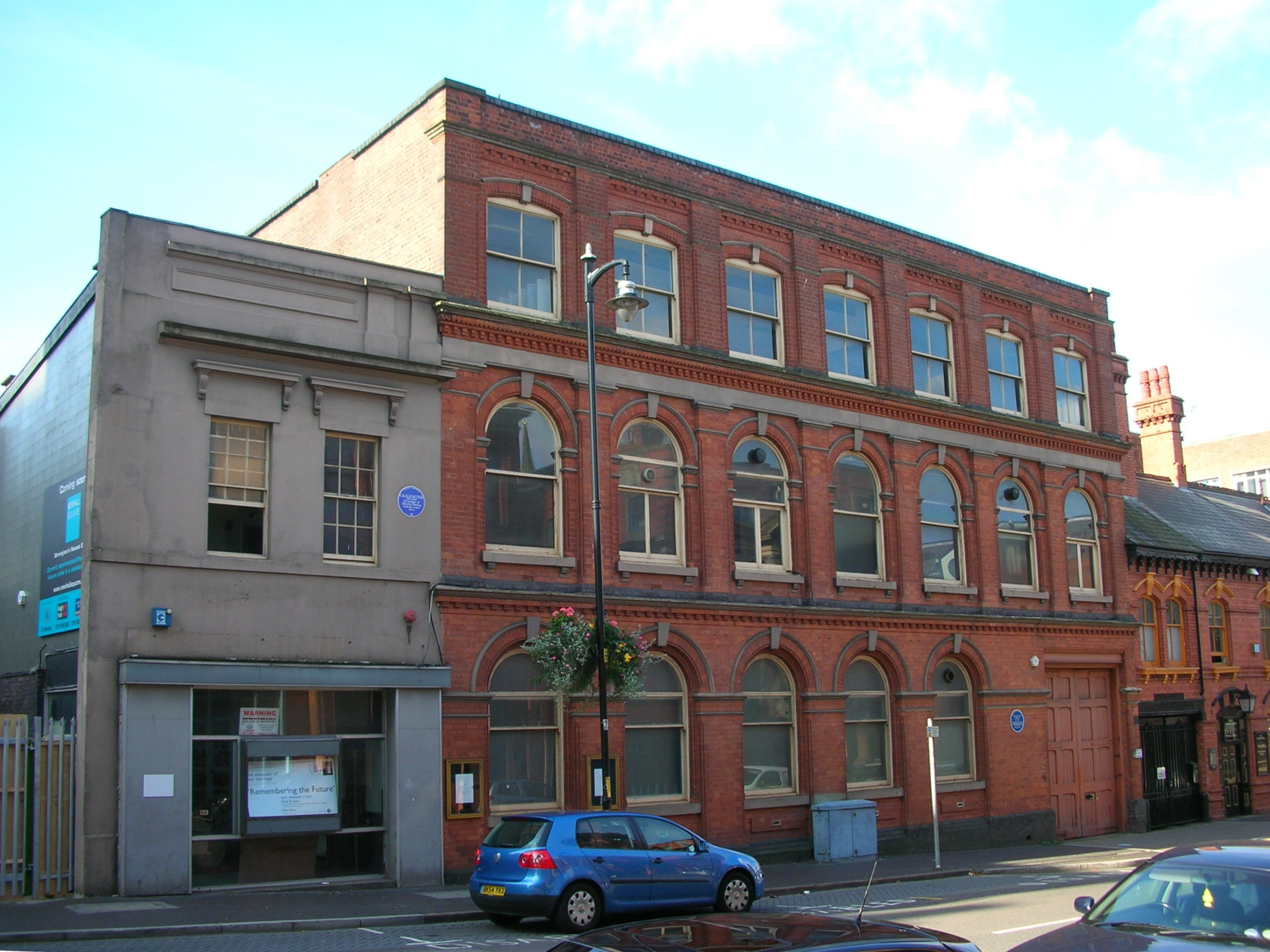
Teil der alten Galvanisierungsfabrik von Elkington in Birmingham (2006)

Werk von Elkington (1862)

Elkington & Co. war eine bedeutende britische Silberschmiede, die in Birmingham in den 1840er Jahren gegründet wurde.

## Geschichte
Die Erfinder der Versilberung waren George Richards Elkington (1801–1865) und Henry Elkington († 1852), deren Forschung zu Zeiten der industriellen Revolution begann. Ab den 1830er Jahren ließen sie sich die Prozesse patentieren, und 1840 wurde die Technik der Galvanisierung perfektioniert.
Der Zeitgenosse John Culme, der damals ein Verzeichnis der Gold- und Silberschmiede zusammentrug, erwähnt in seinen Schriften, dass das Galvanisierungsverfahren von Elkington von zahlreichen Unternehmen in Lizenz angenommen wurde. Eines der ersten Unternehmen, die dieses Verfahren nutzten, war Christofle & Cie. in Frankreich.
Im Jahre 1868 gab Königin Victoria Elkington die Erlaubnis, einen Großteil der königlichen Tafelsammlung zu kopieren. Daraufhin wurden mehrere Aufträge abgeschlossen, in denen fürstliche Familien Elkington die Erlaubnis gaben, das Familiensilber und weitere Kunstwerke zu kopieren.
Auf Grund der hohen Qualität der Produkte und der Verdienste erhielt das Unternehmen höchste Auszeichnungen bei internationalen Ausstellungen. Elkington & Co erhielt die Ehrenlegion der französischen Republik und wurde mehrmals von Königin Victoria, Eduard VII., Königin Alexandra, Georg V., Königin Mary und Georg VI. sowie dem Herzog von Windsor (vormals König Eduard VIII.) und Prinzessin Helena von Großbritannien und Irland mit dem Royal Warrant zum königlichen Hoflieferanten ernannt. Außerhalb Englands war Elkington Hoflieferant des Königs von Spanien und des Königs von Italien. Das Unternehmen wurde auch zu einem k.u.k. Hoflieferanten ernannt.
Elkington fertigte das Besteck für das luxuriösen Speisesäle an Bord der Titanic und anderer Schiffe der White Star Line Flotte. Das damals gelieferte Muster hieß Dubarry; es ist noch heute verfügbar. Auf Bestellung und um vor Nachahmungen zu schützen, gibt es dieses Muster mit dem daraufgestanzten Logo der White Star Line.
Elkington lieferte auch das Besteck und Silber für die königliche Yacht Britannia, die in den späten 1990er Jahren stillgelegt wurde.
Das Unternehmen bestand bis in die 1960er Jahre.